# El Ocotal, Huitiupán
El Ocotal är en ort i Mexiko.   Den ligger i kommunen Simojovel och delstaten Chiapas, i den sydöstra delen av landet, 700 km öster om huvudstaden Mexico City. El Ocotal ligger 1 021 meter över havet och antalet invånare är 753.
Terrängen runt El Ocotal är kuperad österut, men västerut är den bergig. Runt El Ocotal är det ganska tätbefolkat, med 104 invånare per kvadratkilometer. Närmaste större samhälle är Simojovel de Allende, 7,8 km sydost om El Ocotal. Omgivningarna runt El Ocotal är en mosaik av jordbruksmark och naturlig växtlighet.